# Oedipoda charpentieri
Oedipoda charpentieri är en insektsart som beskrevs av Franz Xaver Fieber 1853. Oedipoda charpentieri ingår i släktet Oedipoda och familjen gräshoppor. Inga underarter finns listade i Catalogue of Life.

## Bildgalleri

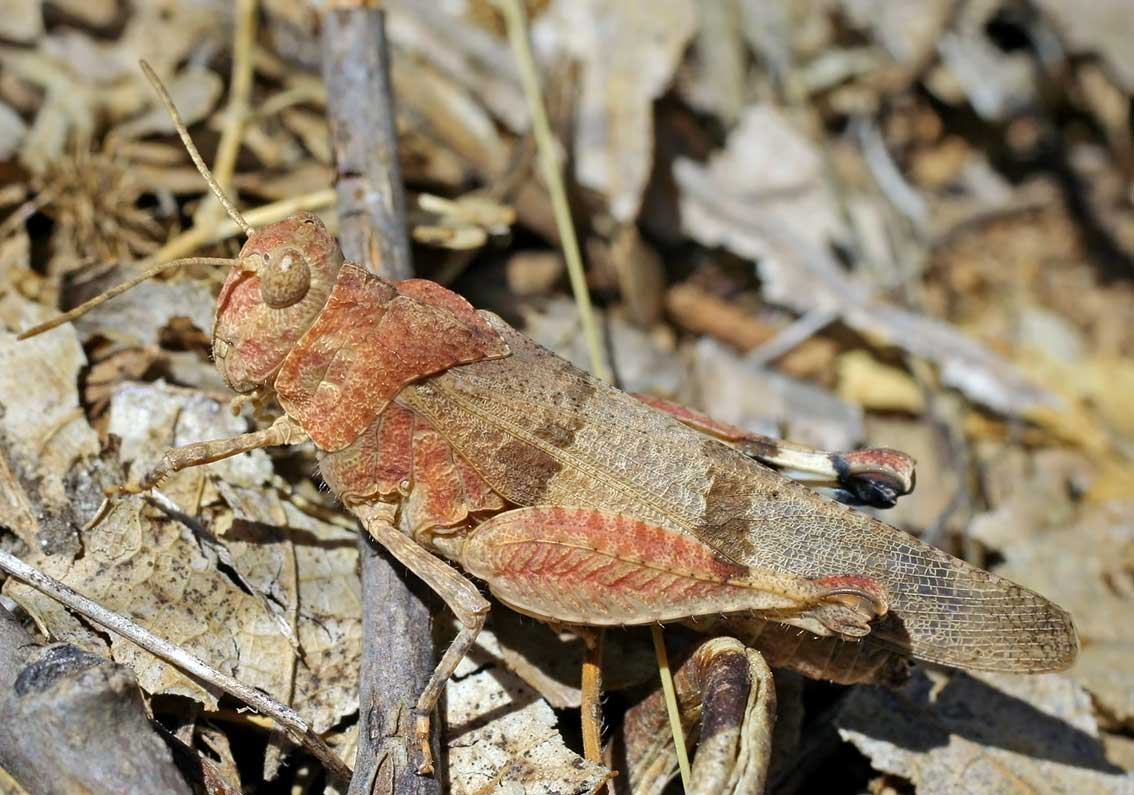